# Ermita de Nuestra Señora de los Hitos (Alcántara)
La ermita de Nuestra Señora de los Hitos es una ermita de origen medieval ubicada en el municipio español de Alcántara, en la provincia de Cáceres.
Se conoce la existencia del templo desde 1235, aunque el edificio actual es una reconstrucción de 1768. La ermita alberga la imagen de la Virgen de los Hitos, patrona de Alcántara, Mata de Alcántara y Villa del Rey, y se usa como sede de la romería. Se ubica unos 4 km al sureste de la villa de Alcántara, accediéndose por una carretera estrecha que sale al sureste de la EX-117 a la altura del centro de salud del municipio.
El edificio fue candidato a Bien de Interés Cultural entre 1982 y 1991.

## Historia
El hecho de que la ermita actual no sea la original ha dado lugar a múltiples especulaciones sobre un posible origen en elementos precristianos, en particular relacionadas con la etimología de la palabra "Hitos": este término hace referencia a piedras clavadas en el suelo, por lo que se le ha relacionado con miliarios romanos, e incluso se ha señalado un posible origen prerromano en el conjunto arqueológico de la zona. La hipótesis romana se basa en que tuvo que existir una calzada romana que uniera la Vía de la Plata con el puente de Alcántara, conocida comúnmente como la Vía de la Estrella; es muy difícil trazar la ruta exacta de esta calzada, pues se confunde con caminos posteriores que llevaban la lana de los lavaderos de Arroyo y Malpartida a las fábricas de Covilhã, pero en las cercanías de esta ermita se han hallado restos de cimentación de un camino de claro origen romano.
Por su parte, la hipótesis prerromana es más compleja, y no solamente se basa en la posible relación del término "Hitos" con antiguos menhires, sino también en una extraña costumbre que tenían los vecinos de la villa. Hasta la década de 1930, los vecinos de Alcántara formaron un enorme montículo de piedras en los alrededores de esta ermita, que se acabó deshaciendo para construir carreteras. En el siglo XX, la leyenda local decía que el montículo era para tapar el lugar donde cayó la corona de la Virgen de los Hitos cuando la ermita medieval explotó en el siglo XVIII, de forma que nadie más volviera a pisar la corona; sin embargo, la costumbre es muy similar a la tradición gallega de origen celta de los amilladoiros, en la cual cada persona que va a un santuario añade una piedra a un cúmulo cuyo tamaño va así aumentando, por lo que es probable que aquel montículo tuviera su origen en ritos prehistóricos de la zona.
Se conoce la existencia de una ermita aquí en documentos desde 1235, según relató el cronista de la Orden de Alcántara, Alonso de Torres y Tapia. Este mismo cronista señaló que era un importante lugar de culto en los siglos XIII y XIV, hasta el punto de que fue su ermitaño quien convenció al maestre Martín Yáñez de la Barbuda de que podía reconquistar Granada, lo que llevó al maestre a morir en combate contra las tropas andalusíes. Al igual que ocurre en otros muchos santuarios marianos medievales de España, la leyenda local señala que se eligió este lugar porque la imagen de la Virgen fue hallada por unos pastores en una encina cercana.
El momento de mayor importancia histórica de la ermita llegó a finales del siglo XV, cuando los freires de la Orden de Alcántara, que en el período medieval habían tenido su sede en el convento del Sancti Spíritu, decidieron construir un nuevo convento en un lugar apartado de la villa, con el objetivo de mejorar el recogimiento monástico. Se eligieron los alrededores de esta ermita para el nuevo convento y en 1499 se puso la primera piedra. El convento resultó ser pequeño e incómodo y desde 1506 quedó completamente abandonado, ya que finalmente los freires decidieron establecerse en el convento de San Benito.
El edificio ha sufrido a lo largo de su historia diferentes reformas, en ocasiones integrales. Ya a finales del siglo XIV se sustituyó la ermita existente de mampostería por una nueva de cantería, cuyas obras finalizaron en 1402. El templo medieval fue destruido en el siglo XVIII, al explotar un polvorín que había sido instalado en su interior con motivo de las guerras contra el vecino reino de Portugal. La ermita actual es una reconstrucción de 1768, restaurada en la segunda mitad del siglo XIX.

## Descripción
En el exterior, la obra, construida en mampostería de pizarra con sillares graníticos en las esquinas, es sencilla. Da acceso a su puerta principal un pórtico, con arcos de medio punto y tejado a dos aguas, que alberga una hornacina con una imagen en alabastro de la Virgen.
El templo tiene planta con forma de cruz latina, con una sola nave con tres tramos cubiertos por bóveda de cañón con lunetas y crucero con cúpula sobre pechinas, a la que se suma una estancia como camarín, cubierto igual que el sotacoro con bóveda de arista.
Entre los escasos bienes muebles del interior destaca su retablo mayor de traza neogótica del siglo XX; este retablo lo preside la Virgen de los Hitos en su hornacina central, con una imagen de escayola a cada lado. En el lado de la epístola hay una imagen de San Antonio del siglo XVIII, que en 2005 sufrió un acto vandálico en el que se le arrancó el Niño Jesús que sostenía en los brazos.
En los alrededores de la ermita se conserva un crucero apoyado en tres gradas circulares y formado por una sencilla columna cilíndrica cuya basa y capitel están fasciculados. Se cree que data de la época de reconstrucción de la ermita, en torno a 1768, pues las cruces de los cruceros de aquella época eran una imitación en piedra de las cruces procesionales del Barroco, siendo cruces de pequeño tamaño con imitación de labores de orfebrería; aunque la cruz que corona este crucero comparte estas características, actualmente se halla en avanzado deterioro.

## Uso actual
El templo, que depende de la parroquia de Santa María de Almocóvar en la diócesis de Coria-Cáceres, está a cargo de la "Cofradía de Nuestra Señora de los Hitos". Históricamente, su administración no funcionaba mediante cofradía, pues en el Antiguo Régimen estaba bajo el patronazgo directo del concejo, que cada año nombraba un mayordomo que se encargaba de su gestión.
La principal función de esta ermita es albergar la romería del municipio, que se celebra el sábado más próximo al 25 de marzo, fiesta de la Anunciación, precedida por una novena en la villa. La romería, que abarca un día entero de fiesta campestre, se celebra íntegramente en el entorno de la ermita, hasta el punto de que la misa no tiene lugar en el interior del templo sino en un altar de campaña, para lo cual se inicia la fiesta con una subasta en la cual los vecinos pujan para sacar la imagen. Cada cinco años, en los años que son múltiplos de cinco, esta festividad se hace más grande al bajar a la villa la imagen de la Virgen de los Hitos; esta última costumbre data de mediados del siglo XX y está establecida en los estatutos de la cofradía.